# Augusta (Michigan)
Pour les articles homonymes, voir Augusta.
Augusta est un village du comté de Kalamazoo, dans l'État du Michigan, aux États-Unis. En 2020, il comptait une population de 864 habitants.